# Луковый клопс
Луковый клопс (латыш. Sīpolu sitenis) — блюдо латышской национальной кухни.
В отличие от кёнигсбергских клопсов, готовится из мясного филе (говяжьего). Мясо нарезают порционными кусками поперек волокон, отбивают, а затем посыпают перцем и солью. Куски мяса поджаривают на сковороде на сливочном масле. Мясо выкладывают на блюдо, когда оно ещё немного сыровато внутри и поливают соусом.
Для соуса в масло, на котором жарилось мясо, вливают массу, включающую: муку размешанную с водой, сметану, соль и горячий бульон. Соус доводится до кипения и процеживается через сито. Лук нарезается и обжаривается в масле, затем заливается соусом, ставится на огонь и доводится до кипения при постоянном помешивании.
В качестве гарнира используется картофель или рис.